# Faisal Amin Khan Gandapur
Sardar Faisal Amin Khan Gandapur é um político paquistanês que é membro eleito da Assembleia Provincial de Khyber Pakhtunkhwa.
Gandapur foi eleito para a Assembleia Provincial de Khyber Pakhtunkhwa como candidato do Movimento Paquistanês pela Justiça (PTI) pelo círculo eleitoral PK-97 nas eleições suplementares paquistanesas realizadas em 14 de outubro de 2018. Ele derrotou Farhan Afzal Malik do Partido Popular do Paquistão (PPP). Gandapur obteve 18.170 votos, enquanto o seu rival mais próximo obteve 7.609 votos.